# اسفنکتر اودی
اسفنکتر اودی (انگلیسی: Sphincter of Oddi) که با نام‌های دیگری چون اسفنکتر کبدی-لوزالمعده‌ای و اسفنکتر گلیسون هم شناخته می‌شود و به اختصار «SO» نوشته می‌شود، یک دریچهٔ ماهیچه‌ای است که میزان خروج صفرا و ترشحات لوزالمعده را از خلالِ آمپول واتر به درونِ بخشِ دومِ دوازدهه کنترل می‌کند. این دریچه، در اثر ترشح کوله‌سیستوکینین و به واسطهٔ پپتید وازواکتیو روده‌ای شل می‌شود.
مشتقات تریاک موجب اسپاسم و سفتی این دریچه می‌گردند که منجر به بالا رفتن سطح سرمی آمیلاز می‌شود.
این دریچه، نخستین بار توسط روجرو آدی در سال ۱۸۸۷ میلادی و در دوران دانشجویی‌اش توصیف شد.

## بیشتر بخوانید
- Ballal, M. A.; Sanford, P. A. (2000). "Physiology of the sphincter of Oddi--the present and the future?--Part 1". Saudi Journal of Gastroenterology. 6 (3): 129–46. PMID 19864708.
- Ballal, M. A.; Sanford, P. A. (2001). "Physiology of the sphincter of Oddi: The present and the future?--Part 2". Saudi Journal of Gastroenterology. 7 (1): 6–21. PMID 19861760.